# 青白い炎
『青白い炎』(あおじろいほのお　Pale Fire)は、渡米後のウラジーミル・ナボコフの小説。1962年の英語作品。

## 概要
ジョン・シェイドという架空の詩人が書いた『青白い炎』という架空の詩から始まり、彼の友人である文学研究家チャールズ・キンボートによるその詩に対する註釈が小説として展開される。

### 形式的特徴
富士川訳版は、詩のパートは横書きで、見開きの左側には英語、右側には日本語が印刷されるという形式になっている。註釈（小説）のパートは縦書きである。

### あらすじ
アメリカ合衆国のとある大学に属する文学研究者であるチャールズ・キンボートは、高名な詩人ジョン・シェイドの隣人である。シェイドの死後、キンボートはシェイドの遺稿である999行の詩『青白い炎』に註釈をつける作業に取り組みながら、過去を回想する。キンボートの正体は、彼が註釈の中でした告白によると、ユーラシア大陸にある文化的に豊かな小国ゼンブラの元王であるらしい。野蛮な謀反者たちによる革命が起こったせいでアメリカに亡命して、偽名を使って生活せざるをえなくなっているというのだ。ゼンブラからはグレイダスというあまり教養の無い男が亡命した王に対する暗殺者として送り出される。キンボートは同性愛者であり、王だった頃に王妃を愛せなかった。今は彼と別れてニースで暮らしている王妃の邸宅に二人のスパイが空き巣に入り、キンボートからの手紙が彼らに発見されたせいで彼の居どころが突き止められ、グレイダスに報告されてしまう。グレイダスは下痢気味の腹を押さえながらアメリカに到着して、大学の図書館で出会ったキンボートの愛人男性エメラルドの車に同席してキンボート宅に着く。『青白い炎』の完成稿を持ったシェイドとともに自宅に戻ったキンボートに向かってグレイダスは発砲するが、銃弾は標的からそれて、シェイドの心臓に当たって彼の命を奪う。居合わせた庭師が鋤でグレイダスの頭を叩き、銃を遠ざけ、警察が呼ばれる。グレイダスは逮捕され、面会に来たキンボートに彼の家にたどり着くまでの経緯を話した後、自殺する。キンボートはシェイドが遺した『青白い炎』を一読して、自分が期待したような内容でないことに失望するが、再読して気を取り直して、シェイドの妻シビルから出版の許可を得て、註釈作業を済ます。

### 日本語訳
- 『青白い炎』富士川義之訳[2]、ちくま文庫、2003年。改訳版：岩波文庫、2014年
- 『淡い焔』森慎一郎訳、作品社、2018年。新訳版

## 登場人物
出典：岩波文庫版『青白い炎』より
- ジョン・シェイド　- 『青白い炎』という詩を書いて死んだ詩人
- チャールズ・キンボート　- 『青白い炎』に註釈をつける文学研究者
- シビル・シェイド　-　ジョンの妻
- ヘイゼル・シェイド　-　ジョンの娘
- グレイダス　- ゼンブラ王国から亡命した王を追跡してきた使者
- ジェイン・プロヴォスト　-　ジョン・シェイドの元秘書。ジョンはキンボートには娘ヘイゼルのことをあまり語りたがらなかったので、註釈作業にあたって、ヘイゼルについてよく知っているジェインを頼りにした。

## 評価
『アヴァン・ポップ』などの著書で知られる文芸評論家ラリイ・マキャフリイは、二十世紀英語圏の諸フィクション文学書に百位まで順位づけを試みた自著『20th Century's Greatest Hits: 100 English-Language Books of Fiction』において、本書を一位に挙げた。ちなみに、二位はジェイムズ・ジョイスの『ユリシーズ』、三位はトマス・ピンチョンの『重力の虹』。
ランダムハウス社が発表した『モダン・ライブラリー 100ベスト・ノベルズ』の五十三位にもランクインした。